# Beretta model 1915
Le Beretta model 1915 est un pistolet semi-automatique fabriqué par Beretta entre 1915 et 1945. Contrairement à la majorité des pistolets de la marque, la glissière est fermée sur deux tiers de sa longueur. Il utilise la cartouche de 9 mm Glisenti, et fut utilisé par l'armée italienne.
Le M15/17 est chambré en 7,65 et fut comme le M15/19 uniquement destiné au marché civil italien ou à l'exportation. 
Le Beretta model 1915/19 est  doté d'une glissière ouverte aux deux tiers, d'un cran de sécurité d'utilisation plus aisé et de plaques de couches en bois en métal (plutôt qu'en bois).
Le Beretta modelo 1923 est une variante du modèle 1915 plus massive et avec un chien externe.
Ces pistolets furent utilisés lors de la Première Guerre mondiale (Beretta M1915 et Beretta M1915/17), Guerre d'Ethiopie, Guerre d'Espagne et Seconde Guerre mondiale.

## Liste des pistolets Beretta
- Beretta model 1934/1935
- Beretta M1951
- Beretta 950
- Beretta 90
- Beretta 70
- Beretta 80 (série)
- Beretta 89
- Beretta 92
- Beretta 93R
- Beretta 8000
- Beretta 9000 S
- Beretta Px4 Storm
- Beretta 90-TWO
- Beretta M9A1
- Beretta BU9 Nano
- Beretta APX (en)

## Sources
- www.encyclopedie-des-armes.com
- Martin J. Dougherty, Armes à feu : encyclopédie visuelle, Elcy éditions, 304 p. (ISBN 9782753205215), p. 79.